# Kompetence za etično rabo psihodiagnostičnih sredstev
Etična uporaba psihodiagnostičnih sredstev. Raziskave, ki so jih opravili Eyde, Robertson in Krug (2010) so nakazale, da napačna uporaba testov ni specifična za določen tip testa ali okoliščin, v katerih se uporablja. Pregledali so namreč 62 primerov kritičnih incidentov pri napačni uporabi testov, ki so jih pridobili od drugih psihologov. Pri teh primerih so izločili 86 elementov dobre uporabe testov, ki se nanašajo na specifična znanja, veščine, sposobnosti in osebnostne značilnosti, ki so potrebne za dobro uporabo testa. Potem so izbrali 76 testov, ki so na voljo pri različnih založbah, in jih ocenili glede na to, za katero napako pri uporabi testa je najbolj verjetno, da se pri določenem testu pojavi, če se ne upošteva kateri koli od 86 elementov dobre uporabe. Tako so dobili 487 ocen verjetnega pojavljanja težav pri uporabi testov in jih analizirali s faktorsko analizo in faktorje rotirali z varimax rotacijo, da bi določili temeljno strukturo, ki bi najbolje opisovala vzorce napačne uporabe testov pri teh ocenah. Rezultati so pokazali na sedem širokih faktorjev napačne uporabe testov: (1) celostna obravnava (angleško comprehensive assessment), (2) ustrezna uporaba testov (angleško proper test use), (3) znanje psihometrije (angleško psychometric knowledge), (4) ohranjanje integritete testnih rezultatov (angleško maintaining integrity of test results), (5) točnost vrednotenja (angleško accuracy of scoring), (6) ustrezna uporaba norm (angleško appropriate use of norms) in (7) razlaga rezultatov klientom (angleško interpretative feedback to clients) (Eyde idr., 1988; v Eyde idr., 2010).